# Victoria av Sachsen-Coburg-Gotha
Victoria av Sachsen-Coburg-Gotha, född 14 februari 1822, död 10 december 1857, var en fransk prinsessa; gift med den franske prinsen hertig Ludvig Karl av Nemours.

## Biografi
Victoria var dotter till Ferdinand av Sachsen-Coburg-Saalfeld och brorsdotter till kung Leopold I av Belgien. Hon var kusin och barndomsvän med drottning Viktoria I av Storbritannien, som hon ofta besökte, och hon dekorerades av denna med Marie Louise-orden. 
Viktoria presenterades för Ludvig vid det belgiska hovet, som han besökte som gäst hos sin syster, Belgiens drottning. Äktenskapet beskrivs inte som politiskt arrangerat. Hennes blivande svärmor, som befann sig i Bryssel när förhandlingarna om äktenskapet pågick, rekommenderade äktenskapet av rent emotionella skäl.
Parlamentet godkände inte ett utökat underhåll till Nemours, och inget högtidligt bröllop hölls. Vigseln skedde därför privat på slottet i S:t Cloud 27 april 1840. Några dagar senare presenterades hon vid hovet vid kungens födelsedagsfest, och därefter tillbringade de sin smekmånad i England hos hennes kusin, drottning Viktoria. Paret fick slottet Château de Rambouillet som sitt residens. Viktoria omtalades i Paris för sin skönhet.
Under februarirevolutionen 1848 befann hon sig på plats i Tuilerierna när hennes svärfar abdikerade, och tvingades fly med sina svärföräldrar från Paris medan hennes make stannade kvar för att ta hand om hennes svägerska. Sällskapet delade på sig i Dreux, där Victoria eskorterades till Avranches och vidare till England av sin svåger Montpensier. I England bosatte sig paret hos hennes svärföräldrar på Claremont House.
Victoria avled hastigt i barnsängsfeber och Henri Chapu skulpterade hennes gravvård.

## Barn
- Gaston av Orléans, greve av Eu Louis Philippe Marie Ferdinand Gaston (1842–1922); gift 1864 med Isabella av Brasilien (1846–1921).
- Ferdinand Philippe, hertig d'Alençon (1844–1910); gift 1868 med Sophie, hertiginna i Bayern (1847–1897)
- Marguerite Adélaide Marie (1846–1893); gift 1872 med furst Wladislaw Czartoryski (1828–1894)
- Blanche Marie Amélie Caroline Louise Victoire (1857–1932)